# Lasiogaster costipennis
Lasiogaster costipennis là một loài bọ cánh cứng trong họ Cerambycidae.